# جزيرة أوشن فلاور
جزيرة أوشن فلاور هي جزر صناعية قيد الإنشاء تقع في دانزوو،الصين.الجزر من تطوير مجموعة إيفرغراند على مساحة 381 هكتار.